# Festival para Gente Sentada
Festival para Gente Sentada é um festival de música dedicado exclusivamente a cantautores, que se realiza anualmente no Theatro Circo, GNRation e centro da cidade de Braga, em Portugal. Até 2014 realizava-se no Cine Teatro António Lamoso, em Santa Maria da Feira, também em Portugal.
Por este festival já passaram diversos nomes sonantes, como Devendra Banhart, Nina Anastasia e Bill Callahan.

## Edições
- 2004 - Devendra Banhart, Kate Whalsh, Rosie Thomas, Sufjan Stevens, Nicolai Dunger, Robert Fisher

- 30 Setembro e 1 Outubro 2005 - Patrick Wolf, Woven Hand, Damien Jurado, Old Jerusalem, Sondre Lerche, Josephine Foster

- 24 e 25 Novembro 2006 - Adam Green, Sparklehorse, Fink, Stuart Robertson, Ed Harcourt

- 22 e 23 Fevereiro 2008 - Richard Hawley, Nina Anastasia, Terry Lee hale, Sean Riley The Slow Riders, JP Simões, Norberto Lobo

- 13 e 14 Fevereiro 2009 - Manel Cruz, Giant Sand, Russian Red, Josh Rouse Chuck Prophet, Chris Eckman

- 26 e 27 Fevereiro 2010 - Bill Callahan, Dakota Suite, Camera Obscura, Noiserv, Perry Blake, Matt Valentine Erika Elder

- 18 Março e 19 Março 2011- The Legendary Tigerman, B Fachada, Nuno Prata. Piano Magic, Laetitia Sadier, Spokes

- 24 Março e 25 Março 2012- Low,  A Jigsaw, Aquaparque. Tindersticks, Thomas Belhom, The Telegram

- 8 Março 2013- Patrick Watson,  Mélanie Pain, Emmy Curl, Little Friend

- 30 Março, já no Europarque - https://web.archive.org/web/20140327234255/http://arte-factos.net/wp-content/uploads/2014/02/festival-para-gente-sentada-2014.jpg